# Spoonerism
Spoonerism avser en viss sorts felsägning eller ord-/bokstavslek där uddljuden i två nära på varandra följande ord kastas om. Uttrycket härleds från den brittiske kyrkoherden William Archibald Spooner, som var ökänd för att åstadkomma sådana felsägningar. Några exempel som tillskrivs honom är a blushing crow för a crushing blow och our queer old Dean för our dear old Queen.
På svenska kallas detta vanligen att "bala taklänges", "baka talvänt" eller ibland för backslang. Det danska uttrycket är "Bakke snagvendt". Några svenska exempel: gul jod istället för god jul, vaska flin istället för flaska vin, kund och hatt istället för hund och katt, samt vinka upp hatten istället för hinka upp vatten.
Andra varianter på spoonerism är: Sony Playstation - Pony Slaystation, PET-flaska - fet-plaska, mitt i parken - pitt i marken, Brolle Jr - Jolle Brunior. Bildningar av typen mullfåne istället för fullmåne, smakkula istället för kaksmula och faxoson istället för saxofon, är snarare backslang än spoonerism (i alla fall i den ursprungliga betydelsen), då omkastningen sker inom samma ord.